# Greensboro (Geórgia)
Greensboro é uma cidade localizada no estado americano de Geórgia, no Condado de Greene.

## Demografia
Segundo o censo americano de 2000, a sua população era de 3238 habitantes.
Em 2006, foi estimada uma população de 3241, um aumento de 3 (0.1%).

## Geografia
De acordo com o United States Census Bureau tem uma área de 15,2 km², dos quais 15,1 km² cobertos por terra e 0,1 km² cobertos por água. Greensboro localiza-se a aproximadamente 170 m acima do nível do mar.

## Localidades na vizinhança
O diagrama seguinte representa as localidades num raio de 24 km ao redor de Greensboro.